# Titti Wrange
Anna-Stina (Titti) Wrange, född Alhage 16 februari 1933 i Härlunda i Kronobergs län, död 15 september 2020, var en svensk modeformgivare. 
Titta Wrange var dotter till sågverksfabrikören Einar Alhage (1893–1972) och Johanna Nilsson samt yngre syster till keramikern Lisa Larson. Hon gifte sig med konstsmeden Bengt-Eric Wrange (1929–1996).
Hon grundade 1958 Anna-Modeller Design AB tillsammans med maken. Verksamheten bedrevs först i Bergströmska gården i Torshälla och från 1960 i Åhus. Senare flyttades produktionen till Portugal. Företaget hade som mest 70 anställda och butiker i Åhus, Ystad och Malmö under namnet Anna Johanna.